# Elezioni parlamentari in Iran del 1984
Le elezioni parlamentari in Iran del 1984 si tennero il 15 aprile e il 17 maggio per il rinnovo dell'Assemblea consultiva islamica; videro la vittoria del Partito Islamico Repubblicano di Ali Khamenei.

## Contesto
I cittadini con diritto di voto erano 24.143.498; andarono alle urne in 15.607.306, pari ad un'affluenza del 64,64%. Si candidarono 1.592 cittadini e il 77,32% di essi (1.231) fu dichiarato eleggibile. Si candidarono 25 donne e 4 furono elette.